# Entity in Charge of Maintenance

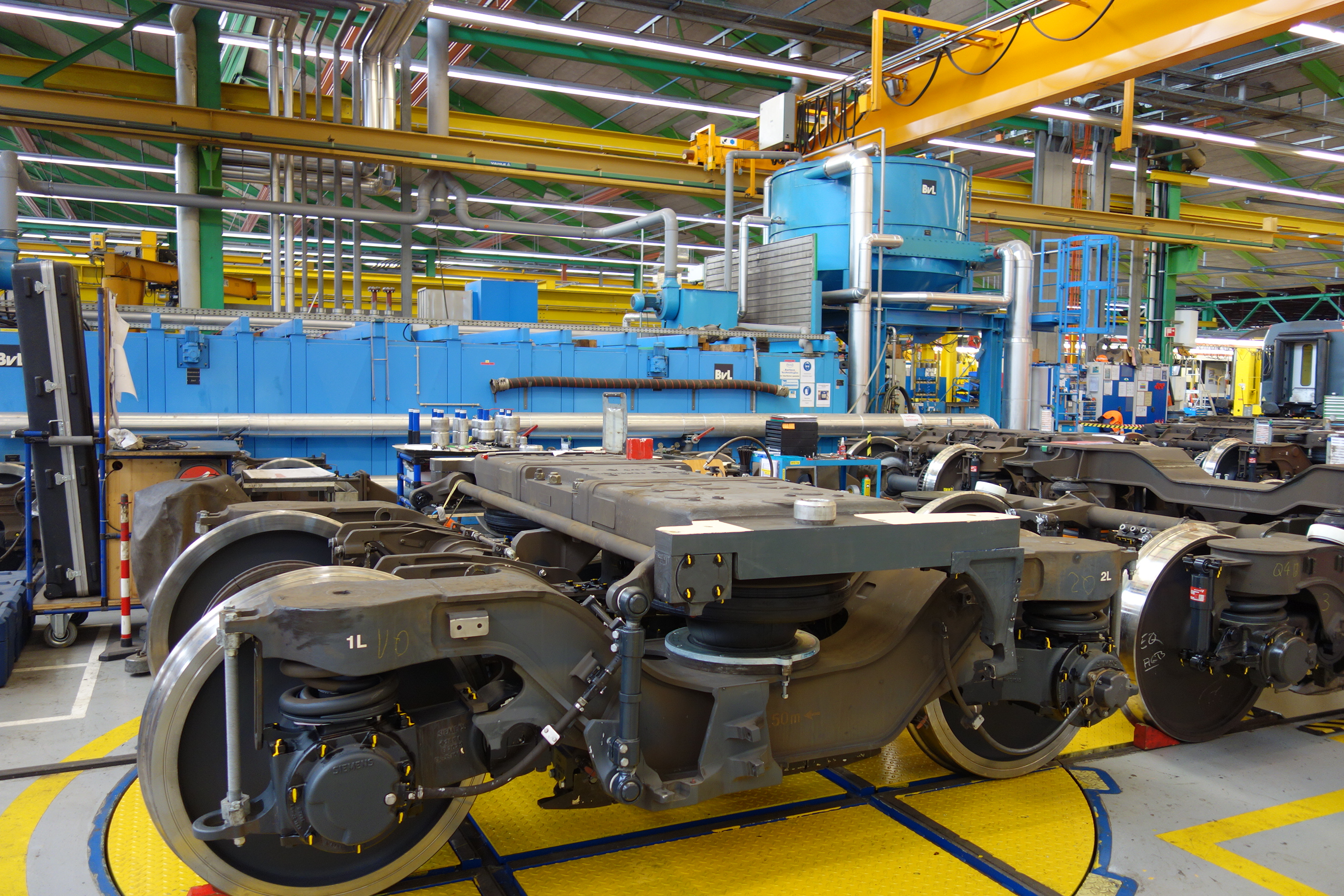
Unterhalt an einem Drehgestell im SBB Industriewerk Olten

Die Entity in Charge of Maintenance (kurz: ECM) ist „die für die Instandhaltung zuständige Stelle“ im Eisenbahnverkehr und beschreibt die Verantwortlichkeiten gegenüber der pflichtgemäßen Instandhaltung von Eisenbahnfahrzeugen.

## Rechtliche Grundlagen
Mit der Verordnung (EU) Nr. 445/2011 wurde eine Zertifizierungspflicht für Instandhaltungen von Güterwagen geschaffen und zugleich im Anhang III ein Anforderungskatalog definiert. Seit Juni 2022 fordert der Artikel 14 (1) der Richtlinie (EU) 2016/798 über Eisenbahnsicherheit, dass jedem Schienenfahrzeug im europäischen Eisenbahnsektor eine für die Instandhaltung zuständige Stelle zugewiesen und diese Stelle im Fahrzeugeinstellungsregister gemäß Artikel 47 der Richtlinie (EU) 2016/797 registriert sein muss.
Im Artikel 14 (2) der Richtlinie (EU) 2016/798 ist ferner gefordert, dass diese Stelle ein Instandhaltungssystem einführen und gewährleisten muss, dass die Fahrzeuge, für deren Instandhaltung sie zuständig ist, in einem sicheren Betriebszustand sind. Die Anforderungen an ein solches Instandhaltungssystem sind in der Verordnung (EU) 2019/779 definiert und gelten für alle Schienenfahrzeuge, welche nicht im Artikel 2 (2) der Richtlinie (EU) 2016/798 ausgeschlossen wurden. Bis zum Erlass dieses Durchführungsrechtsakts mit Wirkung vom 16. Juni 2020 wurde das mit der Verordnung (EU) Nr. 445/2011 eingeführte Zertifizierungssystem für Güterwagen angewendet. Seit 17. Juni 2022 muss jede ECM den Nachweis des eingeführten und funktionierenden ECM-Systems im Rahmen einer Zertifizierung vorweisen.
Die ECM hat Gültigkeit im Bereich der Europäischen Eisenbahnagentur (ERA, European Railway Agency) und der Zwischenstaatlichen Organisation für den internationalen Eisenbahnverkehr (OTIF, Organisation intergouvernementale pour les transports internationaux ferroviaires).

## Instandhaltungsfunktionen und Teilrollen
Nach der Liberalisierung des Eisenbahnverkehrs wurde die Rolle der bisherigen integrierten Eisenbahnunternehmen und Staatsbahnen in verschiedenen Teilrollen aufgeteilt. Dabei handelt es sich insbesondere um
- Fahrzeugeigentümer
- Schienenfahrzeughalter
- Fahrzeugbetreiber (Eisenbahnverkehrsunternehmen)
- Entity in Charge of Maintenance (für die Instandhaltung zuständige Stelle)
- Infrastrukturbetreiber (Eisenbahninfrastrukturunternehmen)

Der Fahrzeughalter wird im Nationalen Einstellregister (NVR) eingetragen.
Mit der Verordnung (EU) Nr. 445/2011 wurde die gesamten Instandhaltungsverantwortung in vier Teilbereiche bzw. Funktionen unterteilt. Diese vier ECM-Funktionen wurden auch in der Verordnung (EU) 2019/779 definiert:
- Instandhaltungsmanagementfunktion (ECM 1):
  - Trägt die Gesamtverantwortung für den Aufbau und Wirksamkeit des Instandhaltungs-Management-Systems
  - Beaufsichtigung und Koordination der Funktionen ECM 2 bis 4
- Instandhaltungsentwicklung (ECM 2):
  - Legt die Instandhaltungsvorgaben fest, verwaltet und entwickelt diese weiter
  - Festlegung und Überwachung sicherheitskritischer Komponenten und Tätigkeiten
  - Sicherstellung der TSI-Konformität
  - Fahrzeugmonitoring
- Fuhrparkmanagement (ECM 3):
  - Stellt sicher, dass die Fahrzeuge rechtzeitig der Instandhaltung zugeführt werden
  - Erstellt Instandhaltungsaufträge
  - Koordiniert die Außer- und Wiederinbetriebnahme von Fahrzeugen
- Instandhaltungserbringung (ECM 4):
  - Ist für die Durchführung der Instandhaltung verantwortlich
  - Erteilt die Betriebsfreigabe

Jede dieser ECM muss ein funktionierendes und zertifiziertes ECM-System nachweisen. Die Zertifizierung führt eine sogenannte »Zertifizierungsstelle« durch und stellt dann ein entsprechendes Zertifikat, die sogenannte »Instandhaltungsstellen-Bescheinigung« aus. Das Zertifikat muss alle fünf Jahre erneuert werden.
In der Praxis sind ECM meist Eisenbahnverkehrsunternehmen, welche die Instandhaltung ihrer Fahrzeuge eigenständig organisieren, freie Werkstätten, welche Instandhaltungsleistungen am Markt anbieten oder Fahrzeughalter und -eigentümer, die die ECM-Rolle im Rahmen ihres Asset Managements selbst ausüben.

## Ausnahmen
Im Artikel 2 (2) der Richtlinie (EU) 2016/798 sind Ausnahmen formuliert, für die kein ECM-System eingeführt werden muss:
- Untergrundbahnen
- Straßenbahnen, Stadtbahnfahrzeuge sowie Infrastrukturen, die ausschließlich von diesen Fahrzeugen genutzt werden
- Netze, die vom übrigen Eisenbahnsystem der Union funktionell getrennt sind und die nur für die Personenbeförderung im örtlichen Verkehr, Stadt- oder Vorortverkehr genutzt werden, sowie Unternehmen, die ausschließlich diese Netze nutzen.

Des Weiteren können Mitgliedstaaten Ausnahmen für folgende Fälle zulassen:
- Eisenbahninfrastrukturen im Privateigentum – einschließlich der Gleisanschlüsse, die vom Eigentümer oder einem Betreiber für den eigenen Güterverkehr oder für die Personenbeförderung zu nichtgewerblichen Zwecken genutzt werden, sowie ausschließlich auf diesen Infrastrukturen genutzte Fahrzeuge
- Infrastrukturen und Fahrzeuge, die nur für touristische und historische Zwecke genutzt werden
- Infrastrukturen für Stadtbahnen, die gelegentlich von schweren Eisenbahnfahrzeugen unter den Betriebsbedingungen für das betreffende Stadtbahnsystem genutzt werden, wenn das für diese Fahrzeuge ausschließlich für Verbindungszwecke erforderlich ist
- Fahrzeuge, die in erster Linie auf den Infrastrukturen der Stadtbahnen genutzt werden, aber mit bestimmten Bauteilen für schwere Eisenbahnfahrzeuge ausgerüstet sind, die für den Durchgangsverkehr auf einem begrenzten Abschnitt der Eisenbahninfrastrukturen ausschließlich für Verbindungszwecke erforderlich sind